# Tacca leontopetaloides
Tacca leontopetaloides es una especie de planta con flores de la familia Dioscoreaceae. Es una especie que tiene una distribución natural desde África occidental hasta el norte de Australia, pasando por el sudeste asiático. Se introdujo intencionadamente en las islas del Pacífico tropical con las primeras migraciones humanas.    Sus nombres comunes son arrurruz de Polinesia, de Fiji, de Tahití, taca, yabia, amura, bach tinh y cu nua, entre otros.  

## Historia del cultivo
Tacca leontopetaloides de la que se extrae almidón; es muy importante como alimento humano en algunas culturas de las Islas del Pacífico. Se introdujo en todo el rango de expansión austronesia durante tiempos prehistóricos (c. 5 000 años AP), incluidas Micronesia, Polinesia y Madagascar. Su importancia para los colonos de las islas del Pacífico aumentó con el tiempo, porque las plantas alimenticias eran escasas, lo que favoreció su introducción en prácticamente todas las islas habitadas. 
Valorado por su capacidad de crecer en islas bajas y atolones, en las islas más grandes generalmente se le permitía crecer de forma silvestre y su importancia como alimento se incrementaba en épocas en las que otros productos escaseaban. Debido a siglos de selección artificial se han desarrollado varios cultivares.
Se ha identificado entre los cultivos en los yacimientos Lapita de Palau, que datan de entre 3 000 y 2 000 años AP. También se introdujo en Sri Lanka, el sur de India y posiblemente también en Australia, a través del comercio y el contacto entre poblaciones.
Las raíces tuberosas tienen un sabor amargo y astringente  si no se preparan bien, por lo que en muchos lugares solo se cultivan de manera secundaria junto a alimentos de mayor importancia como Dioscorea alata y Colocasia esculenta. 
El almidón extraído de la raíz puede durar mucho tiempo, por lo que puede almacenarse o comercializarse por medios relativamente simples. Se utiliza para elaborar budines con almidón, igual que el almidón extraído de las palmas de sagú (Metroxylon sagu). Debido a la introducción de cultivos modernos, hoy en día rara vez se cultiva.

## Descripción

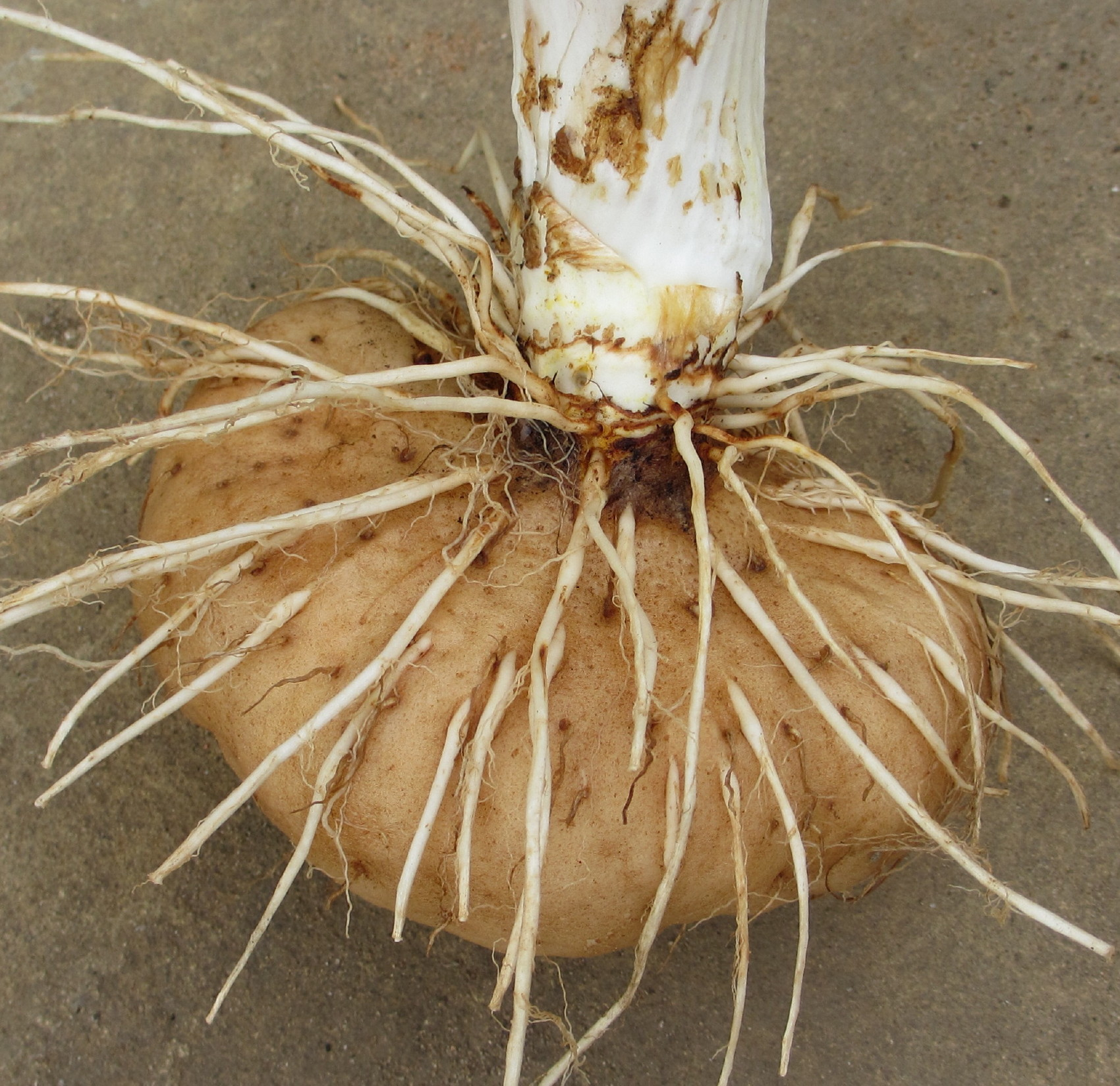
Tubérculo de Tacca leontopetaloides.

Tubérculos redondos, duros y parecidos a la patata, con piel marrón e interior blanco. En invierno la planta permanece inactiva, las hojas y los tallos se secan y el tubérculo se mantiene latente hasta que aumenta la temperatura, momento en el que vuelven a crecer tallos y hojas. : 387 
Hojas palmadamente incisas y/o divididas en 3-13 lóbulos, cada lóbulo pinnado dividido en numerosos lóbulos más pequeños. : 401 Varios pecíolos 17-150 cm (6,7-59,1 plg) de longitud se extienden desde el centro de la planta que parecen un apio gigante, en el que las hojas grandes ( 11,8-27,6 plg largo y hasta 47,2 plg ancho) se adjuntan. El haz de la hoja tiene venas deprimidas y el envés es brillante con venas de color amarillo intenso.

### Flores
Las flores nacen en los tallos altos, en racimos de color púrpura verdoso similares a umbelas, rodeados de grandes brácteas con apéndices largos como  bigotes,. Cada flor individual tiene bractéolas largas y filiformes, de 1 cm de largo.
Los frutos emergen de las brácteas, globulares, de 4 a 5 cm de largo. Maduran y pasan de color verde pálido u oscuro a naranja pálido. Cada fruto produce muchas semillas planas, acanaladas y de color marrón amarillento, de 5–8 mm de largo. : 378 

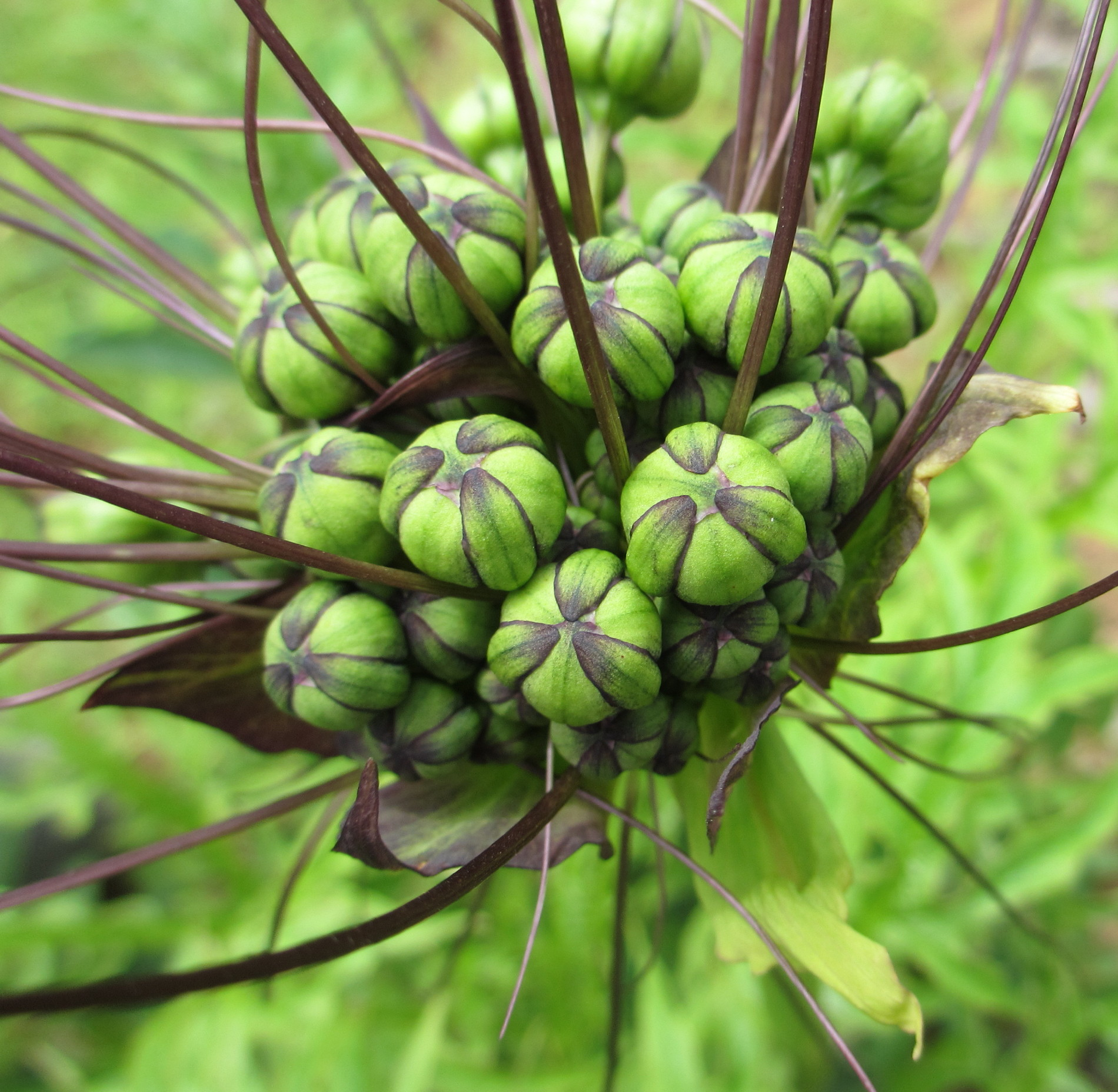
Inflorescencia (umbela)
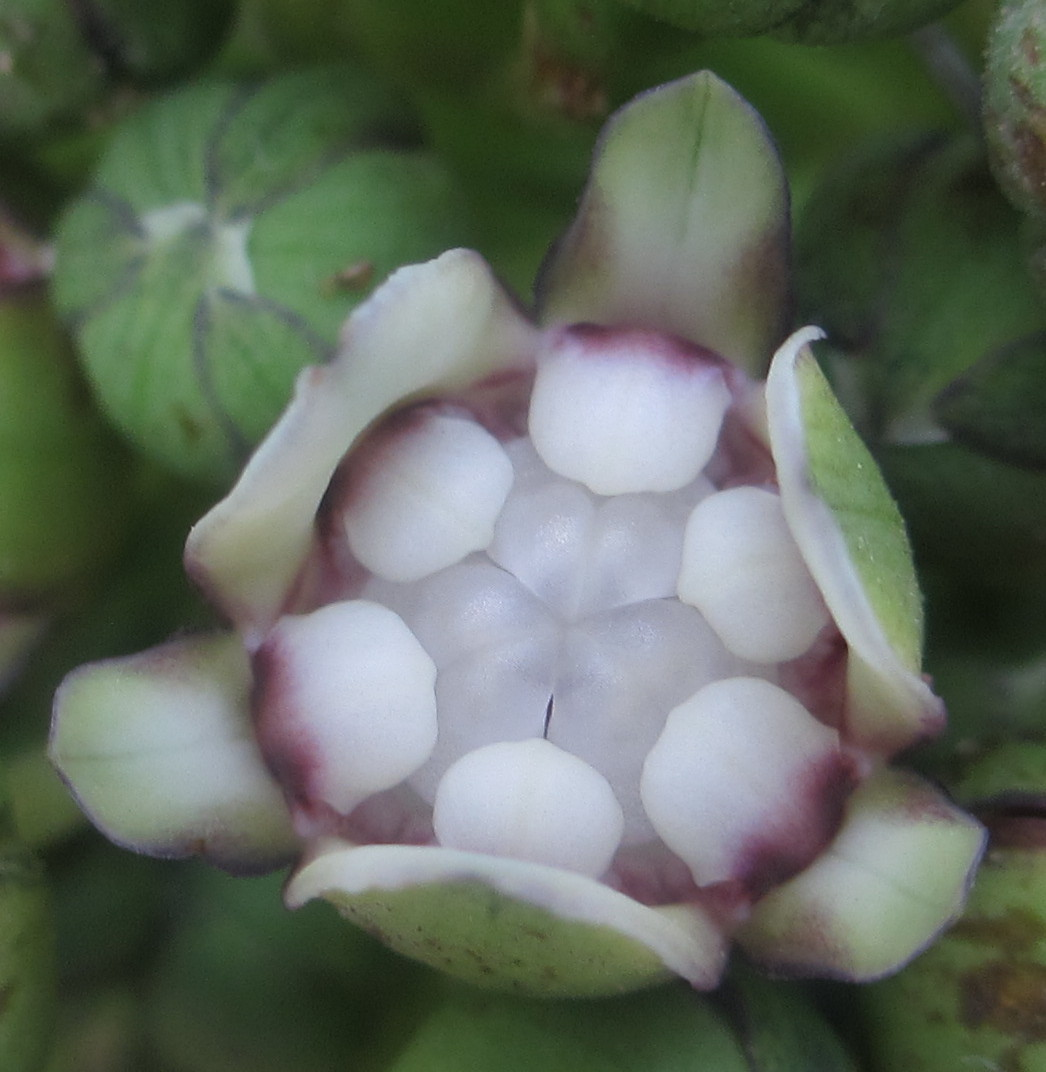
Flor con 6 tépalos, 6 estambres y estigma trilobulado.
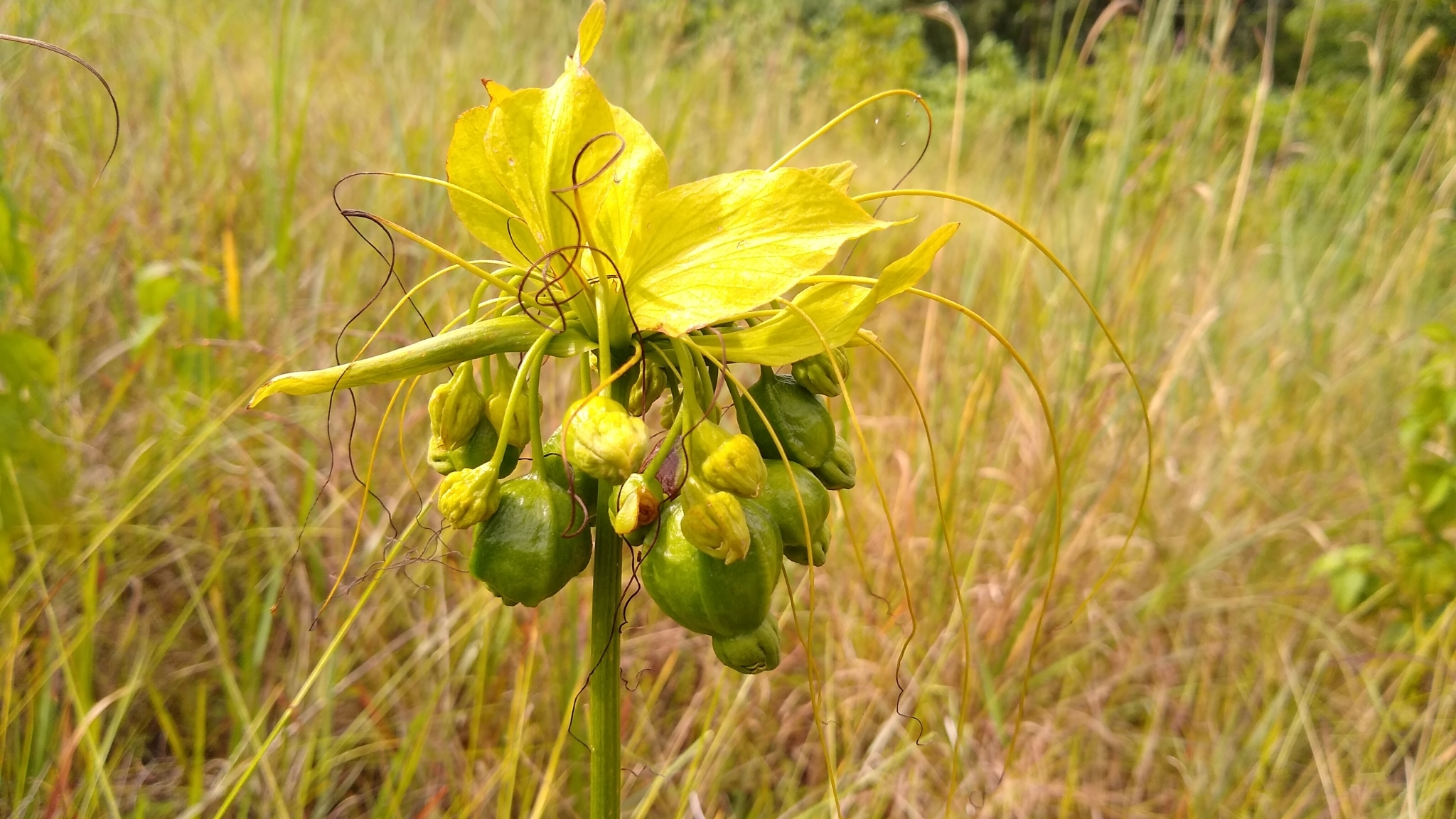
Infrutescencia

## Usos
Los tubérculos de arrurruz polinesio contienen almidón,  lo que lo convierte en una fuente importante de alimento para muchas culturas de las islas del Pacífico, principalmente para los habitantes de las islas bajas y los atolones. Con la harina se elaboran budines y otros platillos.

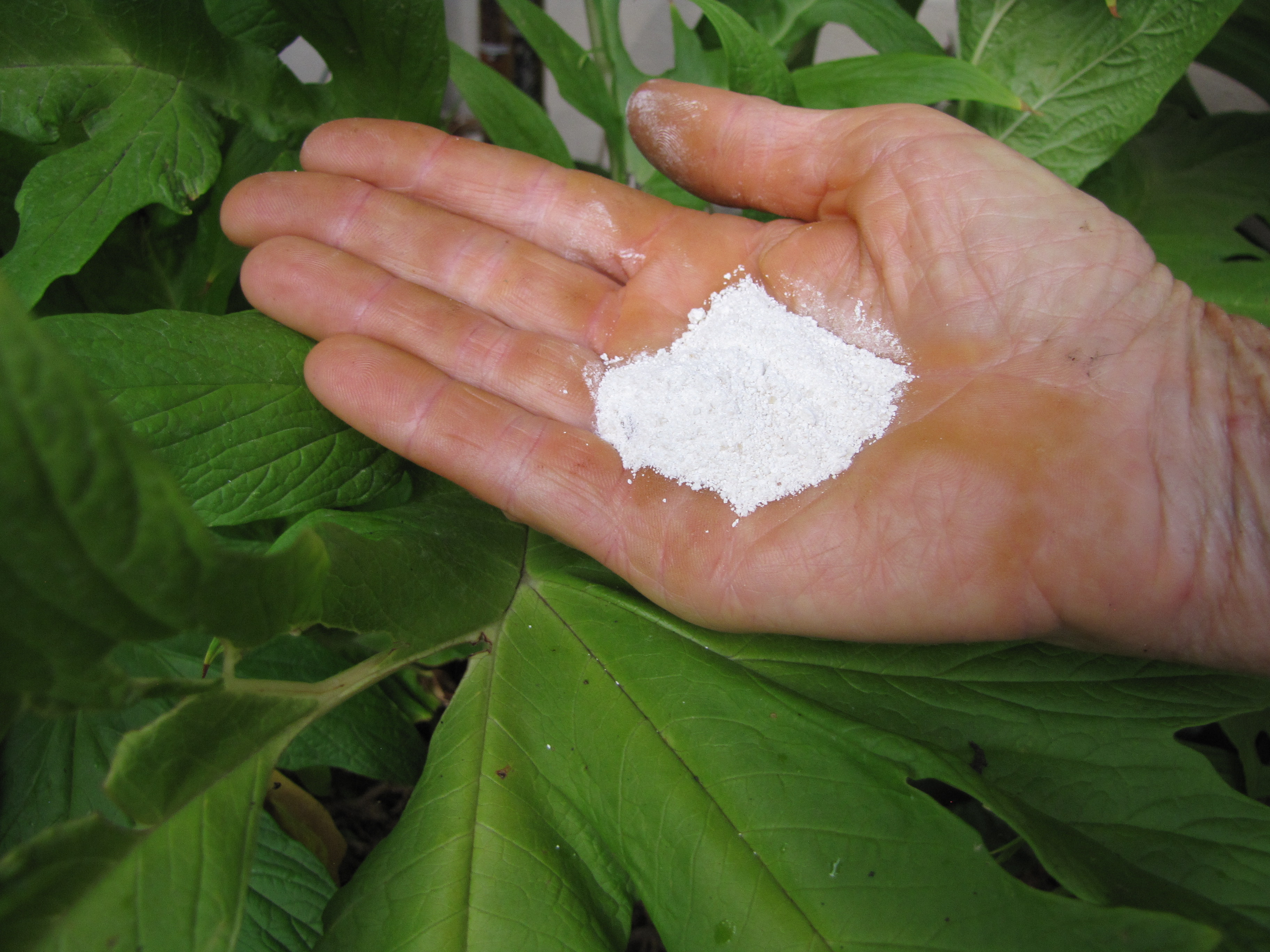
Almidón de Tacca leontopetaloides.

Durante su procesamiento es necesario rallar o moler los tubérculos y remojarlos repetidamente en agua, para permitir que el almidón que se va sedimentando pierda el sabor amargo de las  saponinas y otras sustancias, que incluso pueden hacer peligroso su consumo,y porsteriormente se seca. : 387   La harina se mezcla con puré de taro, fruta del pan o extracto de fruta de pandan y crema de coco para preparar budines. En Hawái, un plato favorito local esla haupia, que originalmente se hacía con harina de esta especie, crema de coco y azúcar de caña (kō). Hoy en día, el arrurruz polinesio ha sido reemplazada en gran medida por la maicena.
El almidón también se utiliza para endurecer (almidonar) los tejidos y, en algunas islas, las fibras del floema del tallo se usan para hacer esteras .
En la medicina tradicional de varios países, los tubérculos crudos se comían para tratar dolencias estomacales, como la  diarrea y la disentería.